# Diözesanmuseum Gniezno

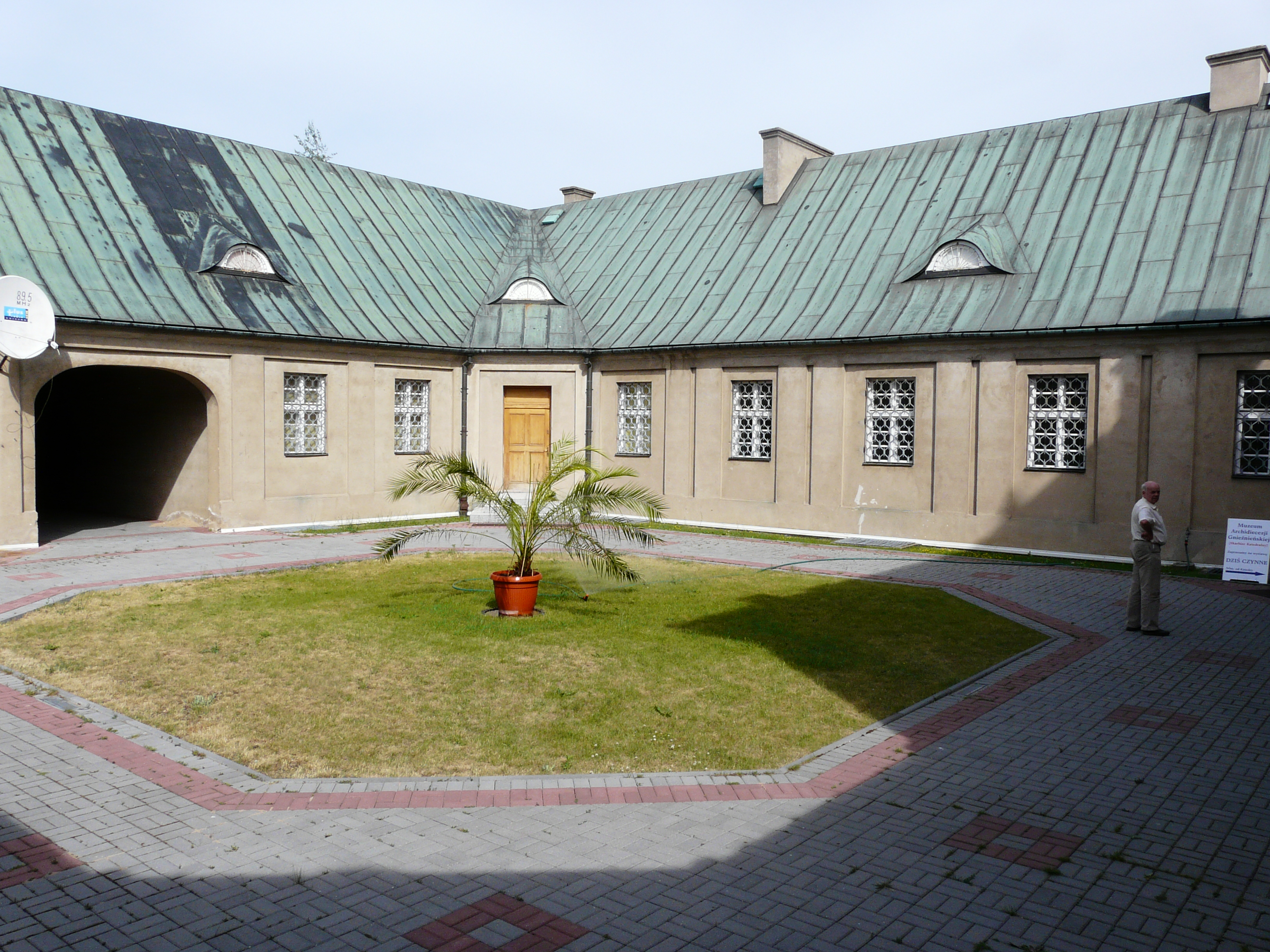
Innenhof

Das Diözesanmuseum Gniezno ist eine kirchlich-kulturelle Einrichtung im großpolnischen Gniezno. Das 1985 von Erzbischof Józef Glemp gegründete Diözesanmuseum ist eines der bedeutendsten Diözesanmuseen in Polen.

## Geschichte
Die Sammlung wurde dem Museum von der Kathedrale von Gniezno geschenkt und befindet sich in einem Gebäude am Kathedralsplatz.

## Bestände (Auswahl)
Zu den Ausstellungsstücken gehören romanische und gotische sakrale Gemälde, Skulpturen und Altäre sie barocke Grabportraits. Hervorzuheben sind der Kelch des Heiligen Adalbert aus dem 10. Jahrhundert, der Königliche Kelch von Trzemeszno aus dem 12. Jahrhundert, Mariä Entschlafung aus dem 14. Jahrhundert und die Beweinung Jesu aus dem frühen 15. Jahrhundert. 

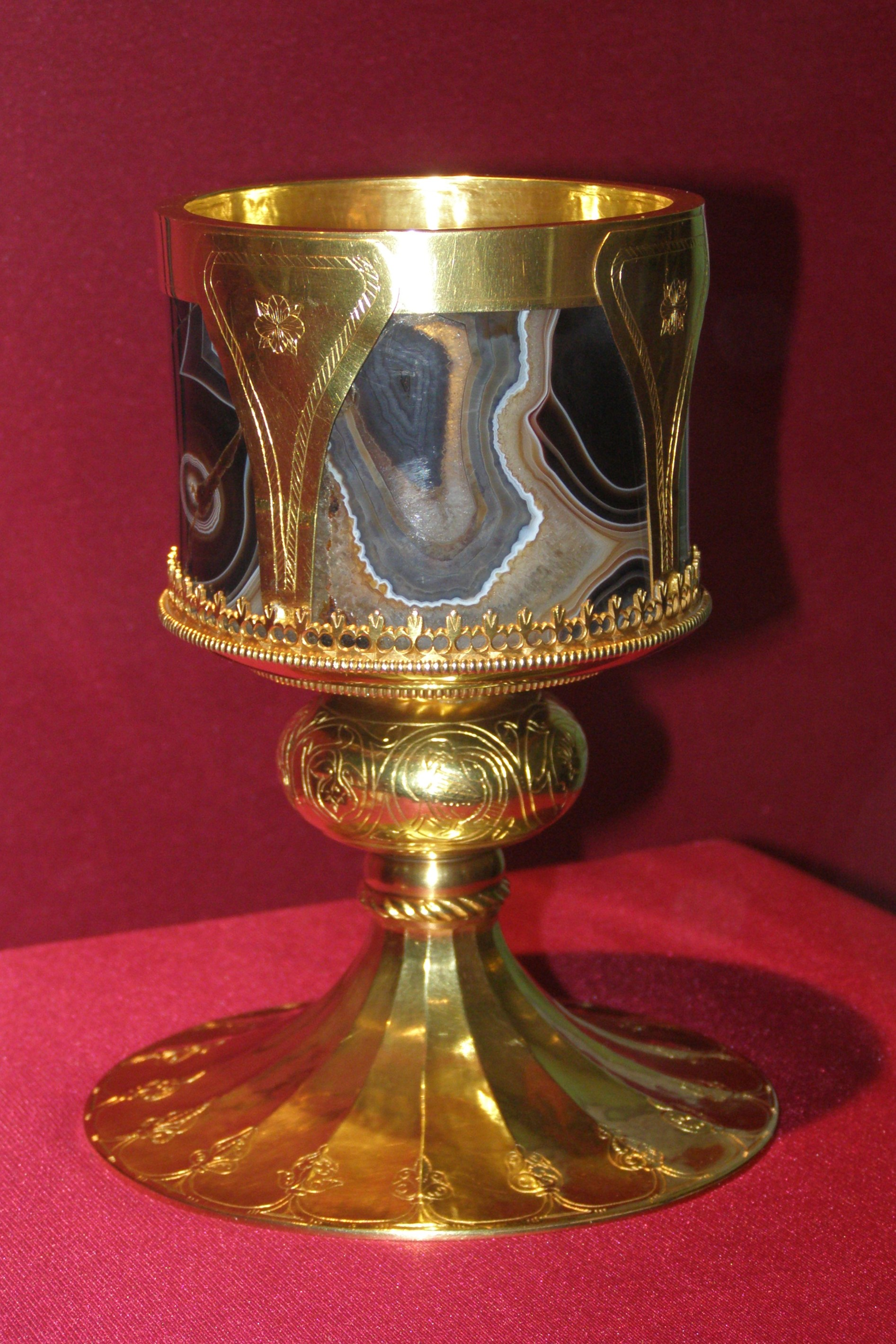
Kelch des Heiligen Adalbert
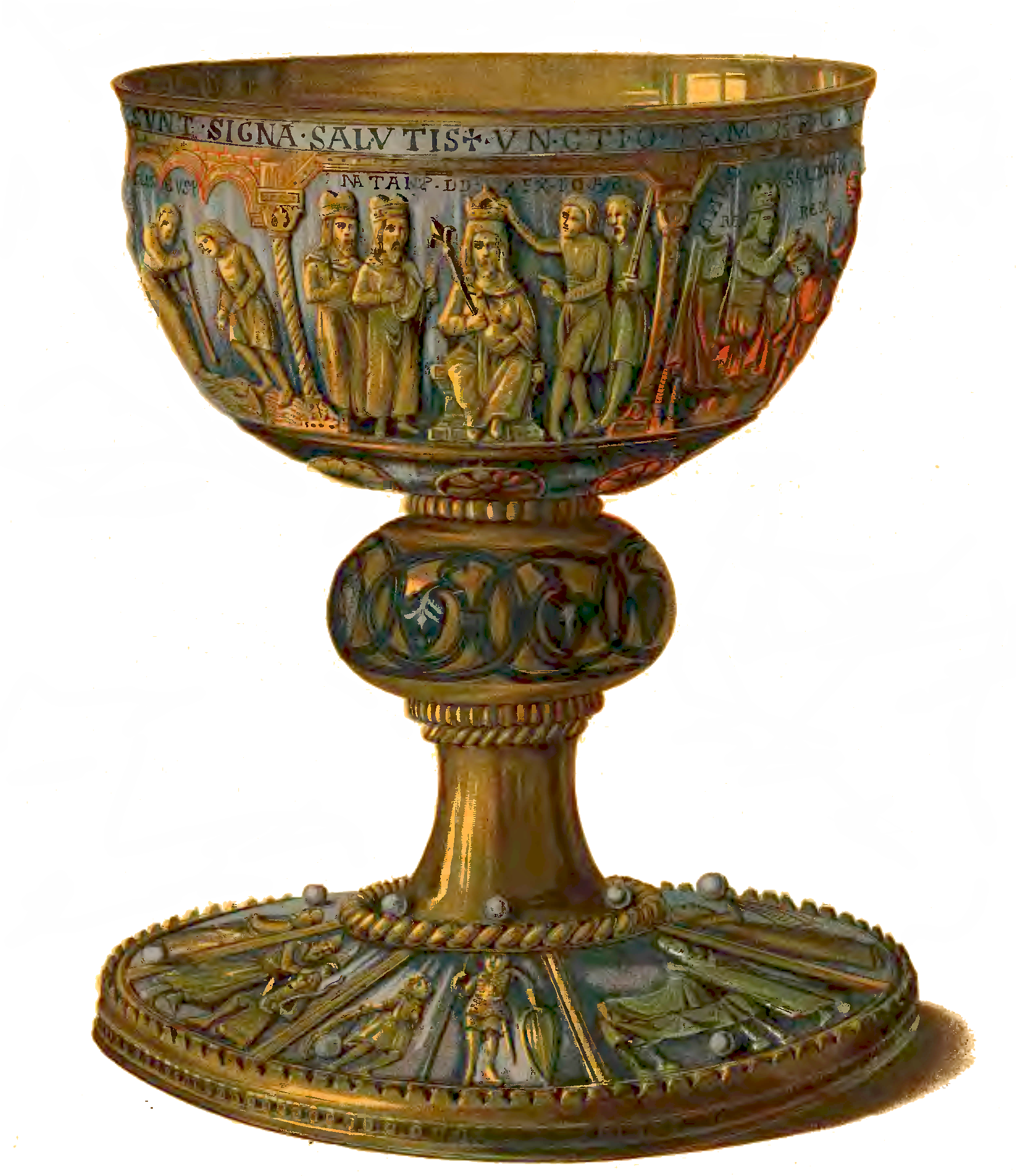
Königlicher Kelch von Trzemeszno
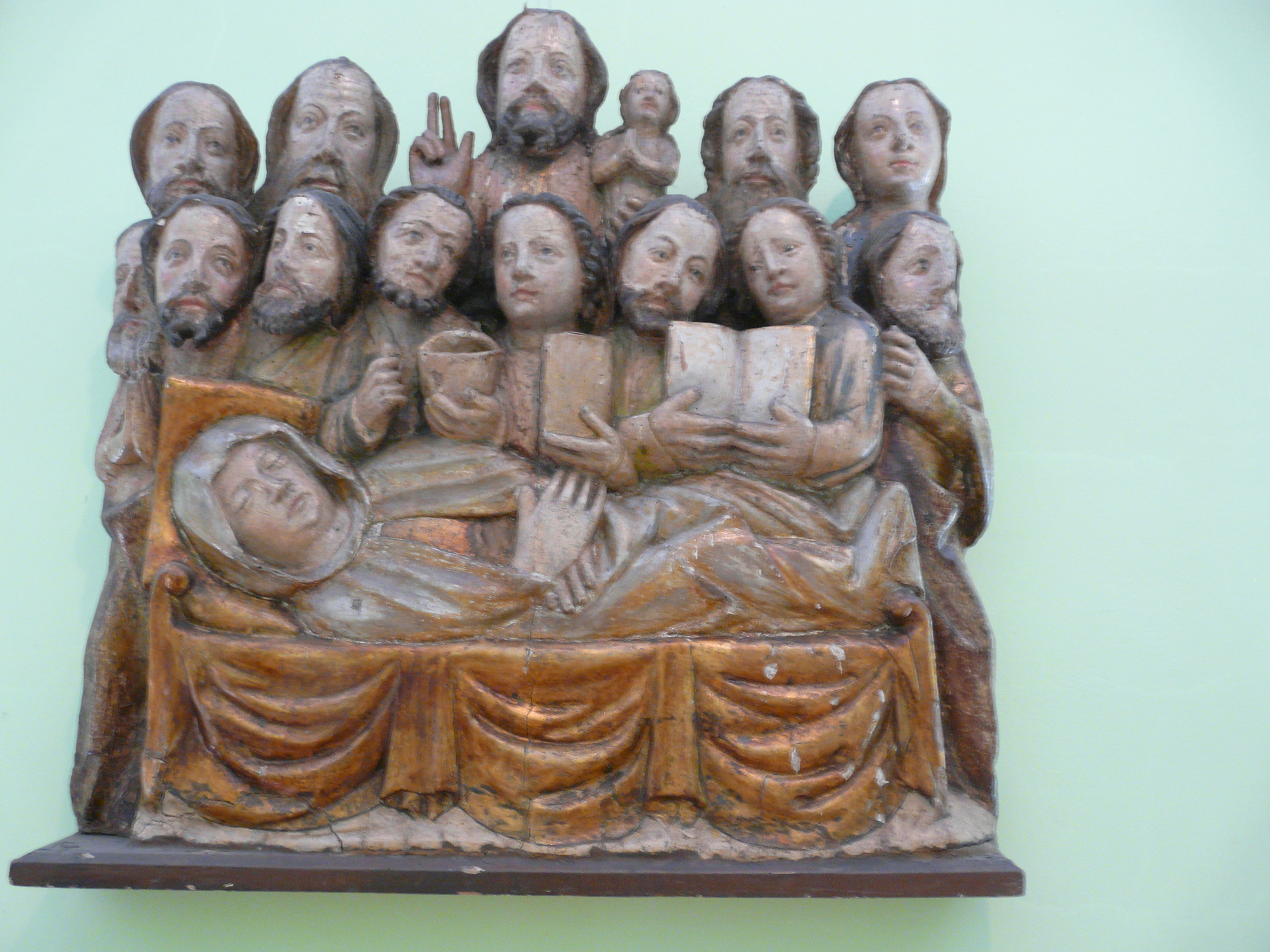
Mariä Entschlafung
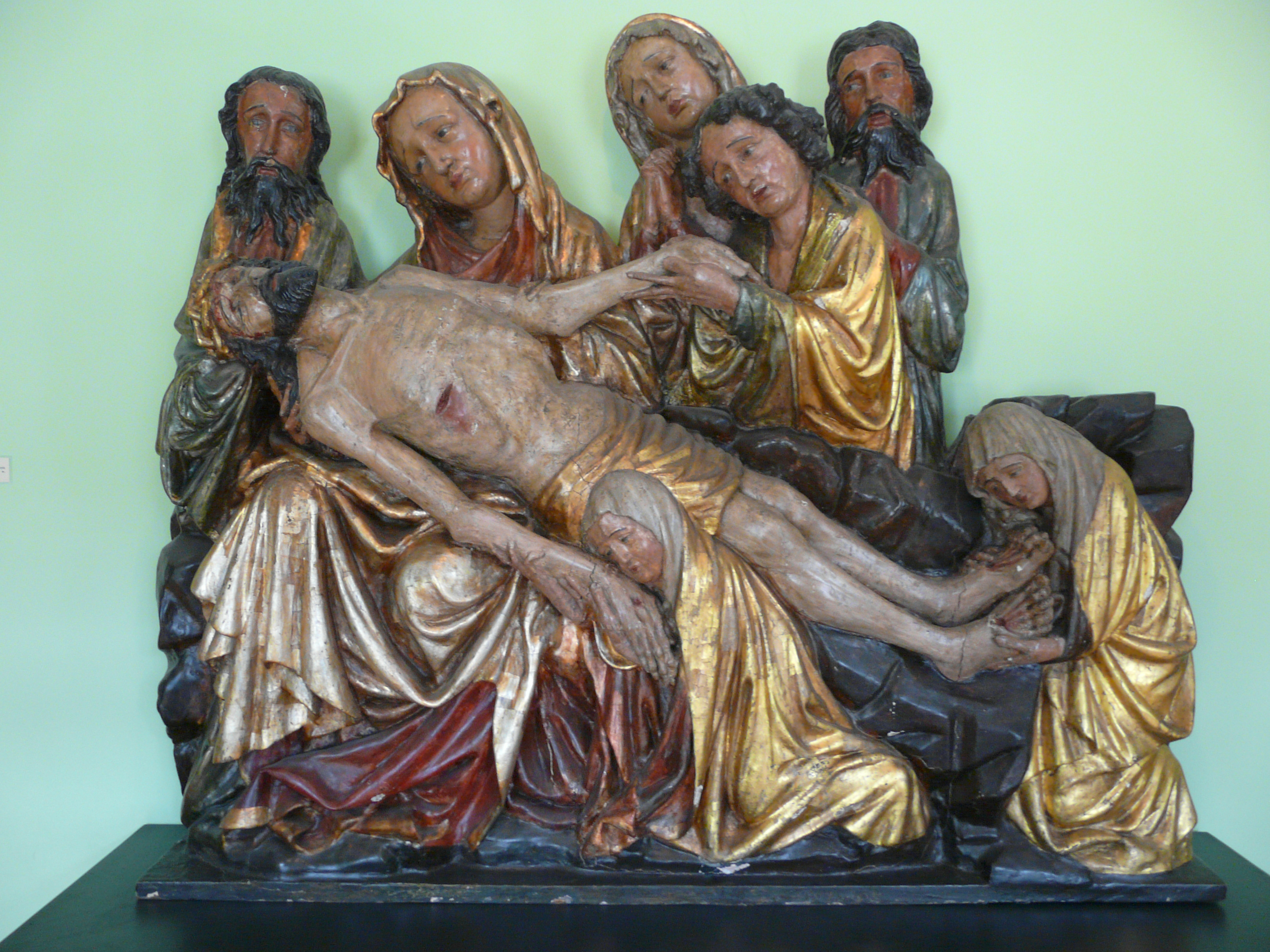
Beweinung Jesu